# Ley de Regulación del Culto Público de 1874
La ley de Regulación del Culto Público de 1874 (en inglés: Public Worship Regulation Act 1874; 37 & 38 Vict. c.85) fue una ley del Parlamento del Reino Unido que se introdujo como proyecto de ley a petición personal del arzobispo de Canterbury Archibald Campbell Tait, preocupado por la falta de espiritualidad del anglocatolicismo y el auge del movimiento de Oxford en el seno de la Iglesia de Inglaterra.

## Proyecto de ley
El proyecto de ley de Tait fue controvertido. Recibió el apoyo de parte del gobierno, en especial deel Primer ministro Benjamin Disraeli, quien lo llamó "un proyecto de ley para sofocar el ritualismo" y se refirió a las prácticas del Movimiento de Oxford como "una misa enmascarada". También la reina Victoria fue un baluarte para las intenciones de la nueva ley protestante. El líder de los Liberales, William Gladstone, un anglicano cuyas simpatías estaban próximas de la separación Iglesia-Estado, se sintió disgustado de que la liturgia se convirtiera en "un partido de fútbol".

## La ley
Con anterioridad a la entrada en vigor de esta ley, la Iglesia de Inglaterra regulaba sus prácticas de culto y ritos a través del llamado Tribunal de Arches, con apelación ante el Comité Judicial del Consejo Privado. La nueva ley establecía un nuevo tribunal, presidido por el expresidente del Tribunal de Divorcio lord Penzance. Muchos ciudadanos se escandalizaron por la interferencia parlamentaria en el culto religioso y, en especial, por su propuesta de supervisión de un tribunal secular. La ley otorgaba a los obispos el poder discrecional de ordenar una suspensión del procedimiento; es decir, en la práctica, la suspensión de las actuaciones judiciales. Incluso la Sección 8 de la ley permitía que un arcediano, un rector de iglesia o tres feligreses adultos de una parroquia sirvieran como representación de la misma ante el obispo.
El obispo, por tanto, tenía la discreción de suspender los procedimientos, pero, si les permitía proceder, las partes tenían la oportunidad de someterse a su dirección sin derecho de apelación. El obispo podía emitir un monición, pero si las partes no estaban de acuerdo con su jurisdicción, entonces el asunto debía ser enviado a juicio (sección 9).
La ley supuso un casus belli para la Unión de la Iglesia Anglocatólica Inglesa y la Asociación de la Iglesia Evangélica. Muchos clérigos fueron llevados a juicio y cinco finalmente encarcelados por desacato a la corte.

## Clérigos encarcelados
Los siguientes miembros del clero británico fueron objeto de cárcel:
- Sidney Faithorn Green, rector de St John's, Miles Platting, Mánchester, 1881–82.
- T. Pelham Dale, rector de St Vedast Foster Lane, en la City de Londres, 1880.
- Richard William Enraght, rector de la Santísima Trinidad, Bordesley, West Midlands, 1880.
- James Bell Cox, vicario de St Margaret's, Liverpool.[1]
- Arthur Tooth, vicario de St James's, Hatcham, 1877.[2]

Estos sacerdotes fueron apoyados financieramente por George Boyle, 6º conde de Glasgow, que donó considerables sumas de dinero para su defensa y compensación. El procesamiento terminó cuando una Comisión Real en 1906 reconoció la legitimidad del pluralismo en la adoración, pero la ley se mantuvo en vigor durante 91 años, hasta que fue derogada el 1 de marzo de 1965, por la Jurisdicción eclesiástica de 1963.

## Alcance territorial
La ley pretendió extenderse a las Islas del Canal y a la Isla de Man, ya que estas islas son dependencias de la Corona, pero el Parlamento del Reino Unido no llegó a legislar para ellas. Fue un asunto confuso y polémico (véase Dependencias: Relación con el Reino Unido).